# Conception Island, Bahamas
Conception Island är en ö i Bahamas.   Den ligger i distriktet Rum Cay, i den sydöstra delen av landet, 270 km sydost om huvudstaden Nassau.